# Atsushi Shirai
Atsushi Shirai (født 18. april 1966) er en tidligere japansk fodboldspiller.
Han har spillet for flere forskellige klubber i sin karriere, herunder Gamba Osaka og JEF United Ichihara.